# Estación Luis Guillón
Luis Guillón es una estación ferroviaria ubicada en la ciudad homónima, en el partido de Esteban Echeverría, Provincia de Buenos Aires, Argentina.

## Servicios
Es un centro de transferencia intermedio del servicio eléctrico metropolitano de la Línea General Roca que se presta entre las estaciones Constitución y Ezeiza.

## Infraestructura
Posee dos andenes elevados para el servicio eléctrico.

## Alrededores de la estación

### La calesita
En septiembre de 2023, el Municipio de Esteban Echeverría inauguró la obra de remodelación de la histórica calesita de la plaza 25 de Mayo (Negro y Almafuerte), lindante con la estación Luis Guillón. La calesita constituye parte del patrimonio cultural del distrito y fue trasladada a un taller donde fue restaurada para ser reinstalada y puesta en funcionamiento. 
Las tareas de restauración se llevaron adelante respetando el concepto de las últimas modificaciones realizadas en 2012 mediante la reutilización de los elementos y la adecuación de piezas y juegos para que cumplan con los requerimientos actuales. Se restauraron las piezas originales que se encontraban dañadas y se le colocó un juego adaptado para personas que usan silla de ruedas. Se intervinieron cenefas, biombos y techos con imágenes de la flora y la fauna de la Laguna de Rocha. Además, se reemplazaron las luminarias y el motor de la estructura original. Se realizó el hormigonado del suelo y la construcción de la garita del calesitero, ubicada al ingreso al área de la calesita. Este sector también cuenta con mesas, sillas y bancos.
El espacio funciona los fines de semana y feriados y su uso es gratuito.
La calesita es de gran importancia para las vecinas y los vecinos de Luis Guillón por su valor artístico e histórico, y porque forma parte de la identidad de la zona.

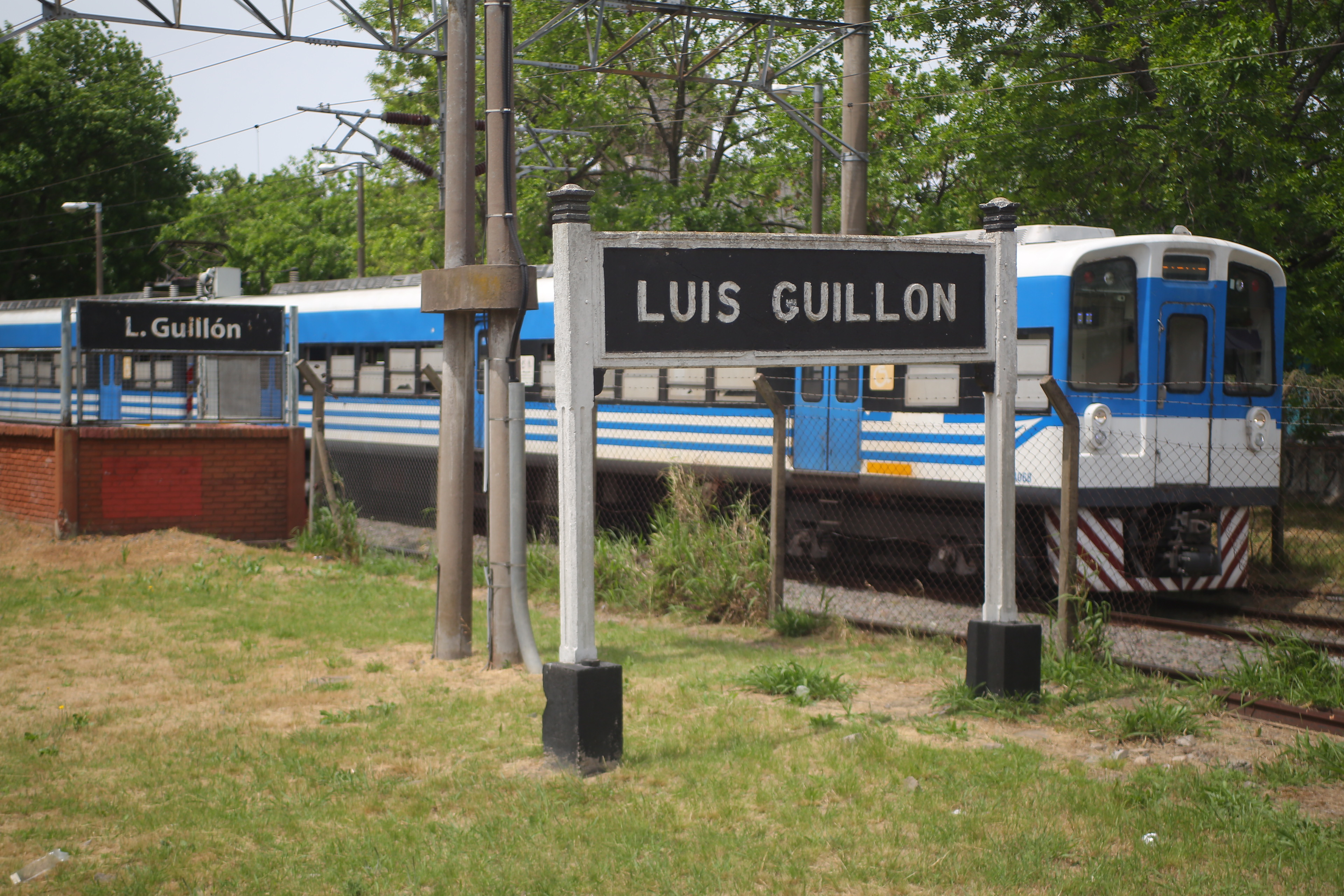

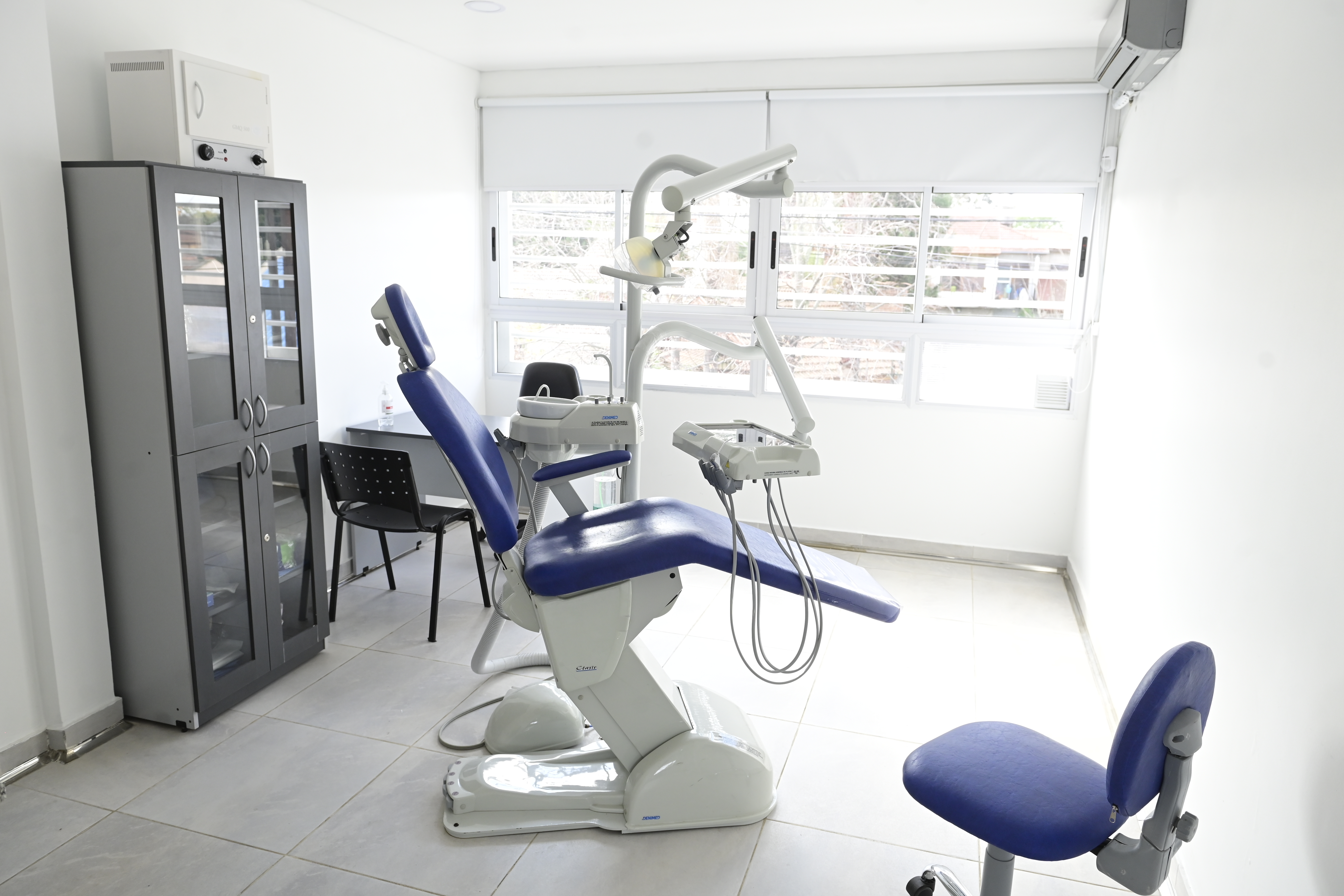

### Plaza 25 de Mayo

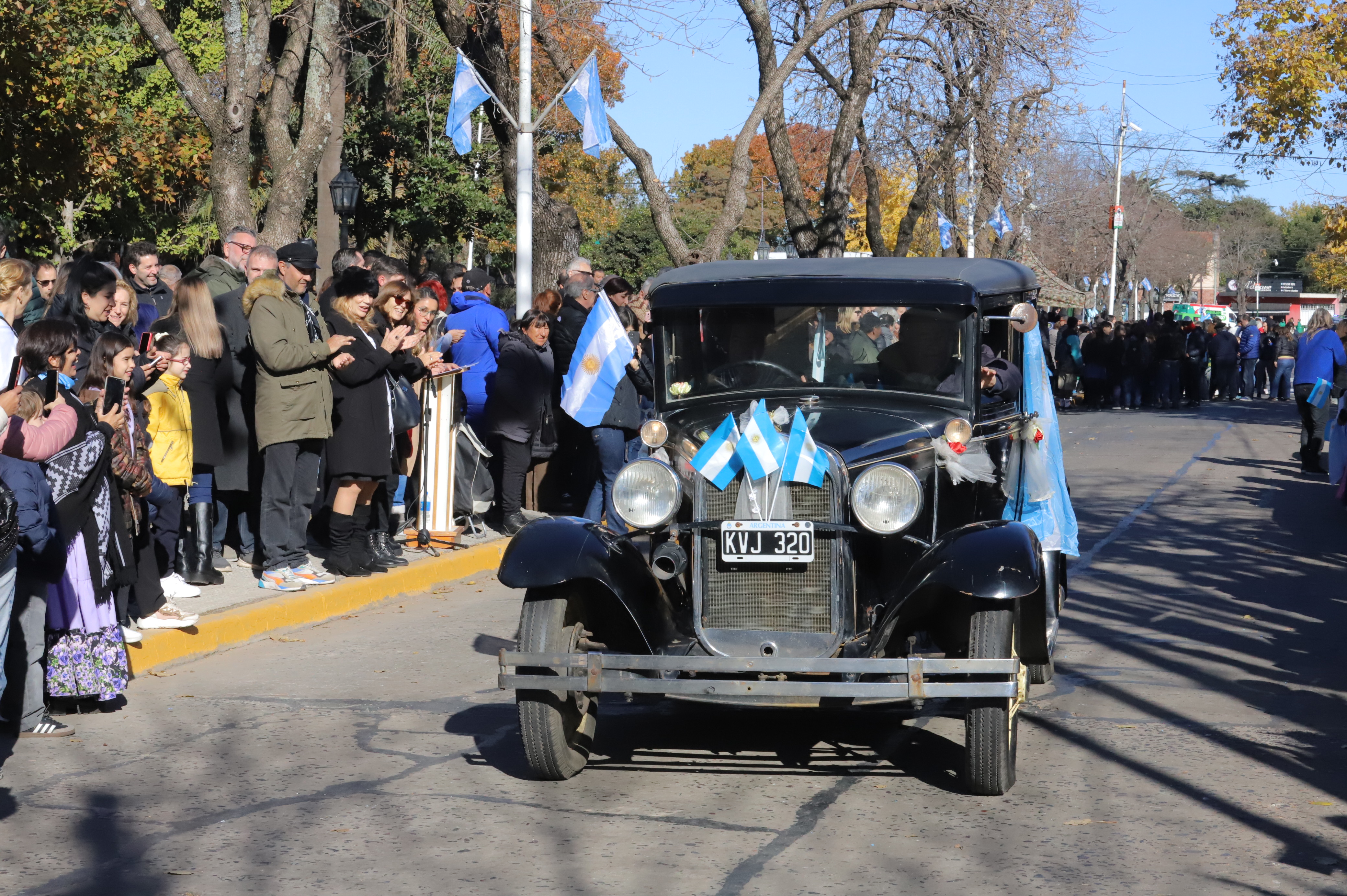

En mayo de 2017, el Municipio de Esteban Echeverría renovó la plaza 25 de Mayo, delimitada por las calles José Hernández, J. A. Varisco y Martín Coronado. En el lugar se realizó la recuperación integral de los juegos infantiles, se repararon las baldosas y se reconstruyeron los cordones y el murete de bloques de hormigón.
En junio de 2022, la Comuna también renovó el sector de juegos: se reemplazó el arenero por piso de goma antigolpes en uno de los sectores y se cambiaron los juegos. Actualmente, la plaza cuenta con mangrullo, calesita, minigimnasio y hamacas. En otro sector se colocó un nuevo tobogán plástico y se repararon otras estructuras.

### Sede del Centro Operativo de Monitoreo del Municipio de Esteban Echeverría
En octubre de 2022, en la plaza 25 de Mayo de Luis Guillón, el intendente Fernando Gray inauguró el Centro Operativo de Monitoreo (COM) descentralizado. El espacio cuenta con personal rotativo que realiza el seguimiento de las 195 cámaras de seguridad y los 24 domos que actualmente tiene la zona durante las 24 horas.
A través de esta sede del COM se monitorean los quince corredores escolares con los que cuenta Luis Guillón, sus cuatro unidades sanitarias, el paso a nivel de Madariaga y Ford, el paso bajo nivel de Arana y Matienzo, centros comerciales, avenidas de gran circulación y la zona de ingreso al partido de Esteban Echeverría.

### Unidad Sanitaria N° 1

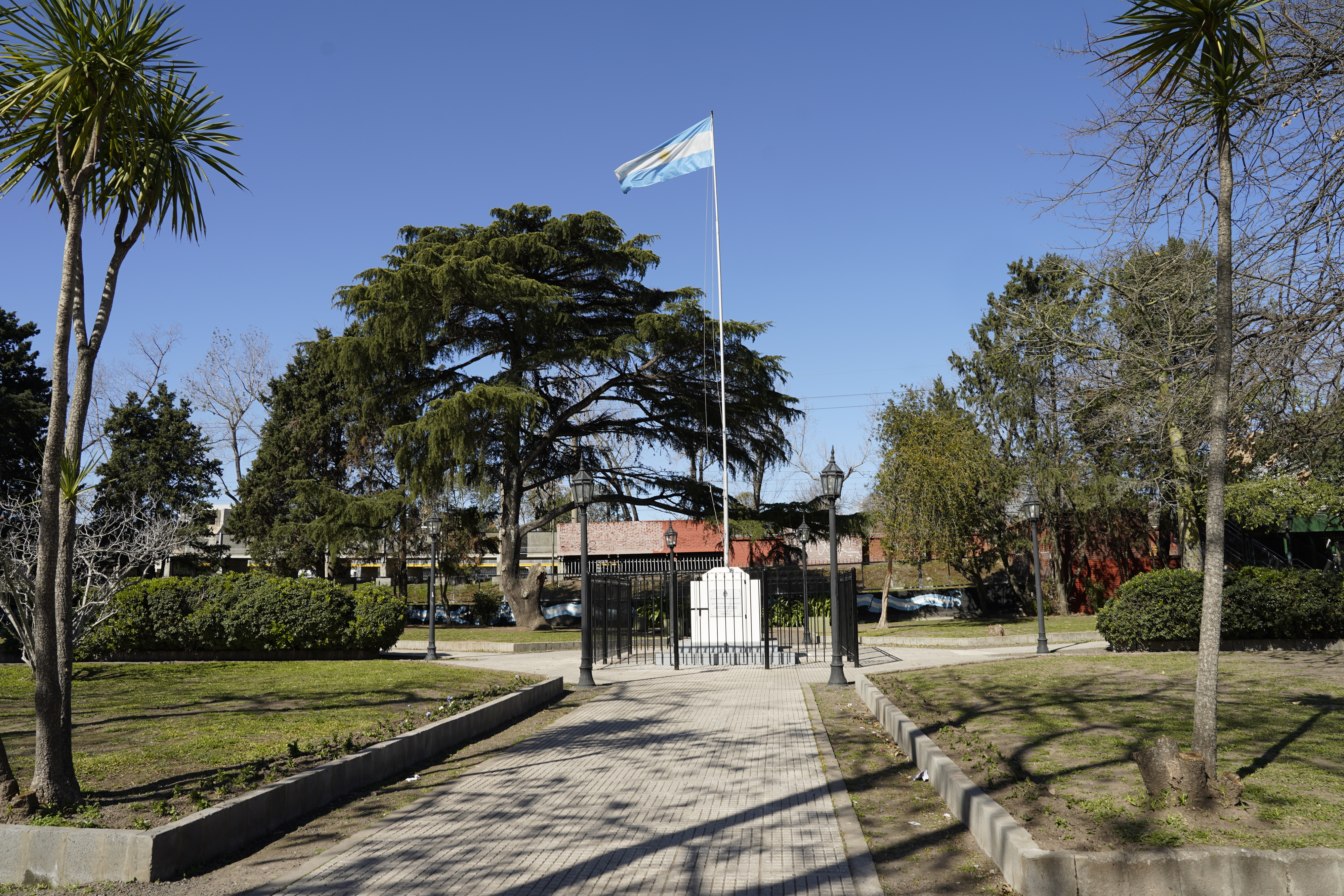

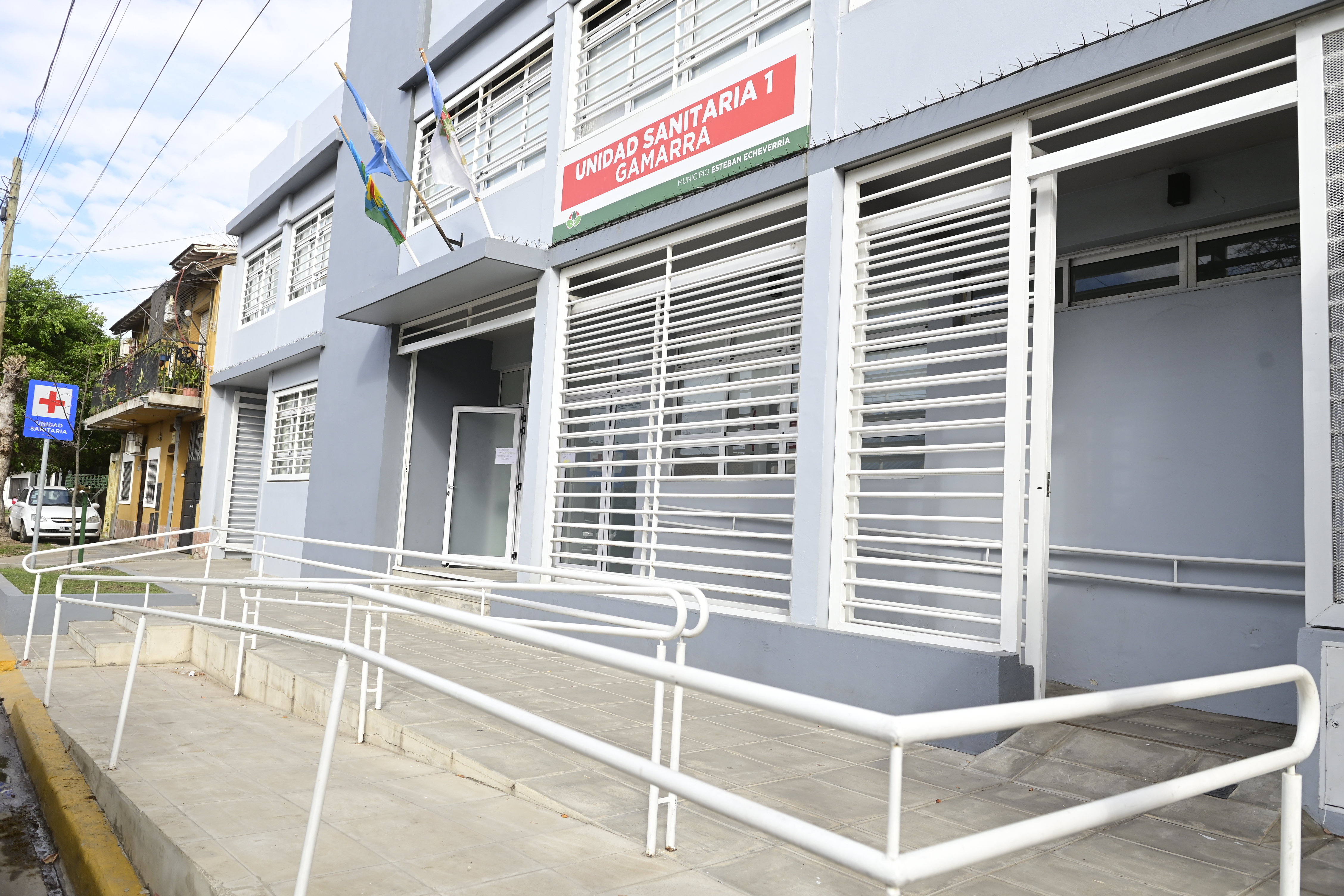
aw

En octubre de 2022, autoridades del Municipio de Esteban Echeverría inauguraron la ampliación de la Unidad Sanitaria N° 1 ubicada en Gamarra entre Independencia y San Martín (Luis Guillón). Se reacondicionó en su totalidad con apoyo nacional, provincial y municipal, y un aporte muy importante de la Autoridad de Cuenca Matanza Riachuelo (ACUMAR).
La Unidad Sanitaria N° 1 cuenta con consultorios clínicos, de odontología, ginecología y nutrición con especialidad en diabetes. También tiene tres consultorios de salud mental, sector de enfermería y vacunatorio. 
En el lugar funciona un salón destinado a actividades del área de Desarrollo Social del Municipio de Esteban Echeverría, donde se proyectan acciones para asistir a personas en situación de vulnerabilidad social. Además, hay dos consultorios donde profesionales de ACUMAR trabajan en proyectos comunitarios relacionados con la salud medioambiental.
La ampliación también incluyó un baño para personas con movilidad reducida, recepción, administración, cocina, vestuario para personal, sector de residuos patológicos y un nuevo salón de usos múltiples con capacidad para 20 personas equipado con mesas, sillas y pupitres para dar charlas y talleres. Asimismo, se instaló nuevo equipamiento: electrocardiógrafo, camilla ginecológica, sillón odontológico, camillas para consultorios, aire acondicionado en todos los espacios, armario para sillas de ruedas y alarma contra incendios.

## Diagrama
| Plataforma Sur   | |
| Vía 1            | Trenes a Ezeiza provenientes de Constitución (próxima Monte Grande) Trenes directos a Ezeiza provenientes de Constitución (próxima Monte Grande) |
| Vía 2            | Trenes a Constitución provenientes de Ezeiza (próxima Llavallol) Trenes directos a Constitución provenientes de Ezeiza (próxima Llavallol)       |
| Plataforma Norte | |